# Polemo
Polêmon ou Polemo de Atenas  (em grego:  Πολέμων; d. 270/269 a.C.) foi um proeminente filósofo Platonista e terceiro sucessor de Platão como mestre na Academia de Platão de 314/313 até 270/269 a.C. Discípulo de Xenócrates, acreditava que a filosofia deve ser praticada e não apenas estudada e destacava que o bem maior era viver de acordo com a natureza.

## Vida
Polemo era filho de Filóstrato, um homem de riqueza e distinção política. Em sua juventude, ele era extremamente perdulário, muito dado ao deboche e a extravagância, gastando grande parte de seu tempo em devassidão e bebedeira. Um dia, tomado pela embriaguez adentrou a escola de Xenócrates e com ar insolente ridicularizou suas observações despertando grande indignação nos presentes. Xenócrates não reprimiu o jovem com severidade, mas mudou seu discurso ampliando a virtude da modéstia e da intemperança. A repreensão foi sentida e Polemo ficou tão impressionado com a eloquência e força do discurso do acadêmico que a partir daquele momento renunciou a vida desregrada que então vivia e passou a dedicar-se inteiramente ao estudo da filosofia. Ele tinha trinta anos e a partir daquele dia nunca mais bebeu nada além de água e após a morte de Xenócrates sucedeu a seu mestre na escola onde fez reformas.
Seus discípulos incluem Crates de Atenas, que era seu eromenos, Crantor de Cilícia, Zenão de Cítio e Arcesilau. Eusébio de Cesareia, Crônica faleceu em 270/269 a.C. (em alguns manuscritos 276/275 a.C.). Diógenes Laércio diz que ele morreu em uma idade avançada e de morte natural. Crates de Atenas foi seu sucessor na Academia de Platão.

## Filosofia
Diogenes relata de que ele era um seguidor de Xenócrates em todas as coisas. Ele estimava o objeto da filosofia como um exercício das pessoas em coisas e ações e não em especulações dialéticas; seu caráter era grave e severo; e tinha orgulho de mostrar o domínio que tinha adquirido sobre as emoções de toda espécie. Na literatura, admirava Homero e Sófocles e dizem ter sido o autor do comentário, que Homero é um Sófocles épico e Sófocles um trágico Homero.

## Escritos
Ele deixou, de acordo com Diógenes, vários tratados, nenhum dos quais vigentes quando a Suda foi compilada. Há, no entanto, uma citação feita por Clemente de Alexandria, seja dele ou de outro filósofo do mesmo nome, "Quanto à vida de acordo com a natureza" (em grego:  ἐν τοῖς περὶ τοῦ κατὰ φύσιν βίου), e outra passagem, sobre felicidade, que concorda exatamente com a afirmação de Cícero, onde Polemon define como summum bonum (melhor bem) é viver de acordo com a natureza.